# Microsoft SharePoint Foundation
Microsoft SharePoint Foundation (do wersji 2007 jako Microsoft Windows SharePoint Services) – oprogramowanie firmy Microsoft, podstawowa i bezpłatna dla posiadaczy licencji na Windows Server wersja serwera obsługującego technologię Sharepoint. Wersja zaawansowana i płatna jest zaimplementowana w Microsoft Office SharePoint Server.
SharePoint Foundation obsługuje między innymi takie funkcjonalności jak biblioteki dokumentów, listy zadań, strony typu wiki oraz strony do organizowania spotkań.